# Студинка
Студинка — село в Україні, у Новгород-Сіверській міській громаді Новгород-Сіверського району Чернігівської області. Населення становить 421 осіб. До 2020 орган місцевого самоврядування — Об'єднанська сільська рада.

## Географія
Селом тече річка Студенка.

## Історія
12 червня 2020 року, відповідно до розпорядження Кабінету Міністрів України № 730-р «Про визначення адміністративних центрів та затвердження територій територіальних громад Чернігівської області», увійшло до складу Новгород-Сіверської міської громади.
19 липня 2020 року, в результаті адміністративно - територіальної реформи та ліквідації колишнього Новгород-Сіверського району, село увійшло до новоствореного Новгород-Сіверського району Чернігівської області.

## Відомі люди

### Народилися
- Юрій Бедрик (нар. 1968) — український поет, перекладач, літературознавець.
- Валентин Бурий (1949—2015) — український актор.
- Володимир Дорош (нар. 1967) — український співак.